# Дубина Василь
Василь Дуби́на (24 березня 1923,Мала Стружка — 14 грудня 1998) — американський письменник, журналіст українського походження.

## Життєпис
Народився 24 березня 1923 року в селі Малій Стружці (нині Кам'янець-Подільський район Хмельницької області, Україна) в сільській сім'ї. Початкову освіту здобув у сільській школі, виявляв інтерес до навчання та літератури. Ще бувши підлітком почав писати вірші. Свій перший вірш, «На пам'ять брату», написав у 1939 році. Твір, присвячений старшому брату Михайлу, який проходив строкову військову службу і був опублікованим у газеті «Червоний кордон».
Під час німецько-радянської війни, протягом 1942—1944 років, служив у німецькій прикордонній охороні на румунському кордоні по річці Дністру. 1944 року, разом з відступаючими німецькими частинами, виїхав до Німеччини, де працював на шахтах. Закінчив Інститут журналістики в Мюнхені, здобув знання з мовознавства. За час свого перебування у Німеччині опанував багато іноземних мов, зокрема англійську, іспанську, німецьку, польську.
У 1949 році емігрував до Сполучених Штатів Америки, заробляв фізичною працею. 1953 року, разом з родиною, оселився у Чикаго, став активним учасником української діаспори, співпрацював з українськими виданнями, працював перекладачем та літературним редактором. Його дружина Ніна також була родом із України, разом виховали чотирьох дітей.
Працював перекладачем у торговельній агенції, викладав українську мову та українську літературу, писав сюжети для українських програм радіо, оформлював торговельні реклами, а також був літературним редактором і коректором україномовної газети «Люстро», писав і друкував свої поетичні, літературні та сатиричні твори українською мовою в журналах «Мітла», «Сучасність» та інших, а також у багатьох україномовних часописах Великої Британії, Аргентини, Канади, Німеччини. У 1966 році в Буенос-Айресі була видана невеличка збірка його дитячих віршів «Блакитні хмаринки».
Помер 14 грудня 1998 року. Похований на Українському кладовищі Елмвуді у передмісті Чикаго.